# 장순혁
장순혁(1993년 4월 16일 ~ )은 대한민국의 축구 선수로, 포지션은 센터백이다. 현 K리그4의 전주시민축구단에서 활약하고 있다.

## 클럽 경력
장순혁은 중원대학교를 졸업하고, 2016년 K리그 클래식 울산 현대에 입단하였다.
2017시즌을 앞두고 내셔널리그의 강릉시청 축구단으로 임대되었다.
2018년 2월 12일 대한민국 K리그2의 부천 FC 1995에 입단하였다.
2019시즌을 앞두고 같은 팀의 이기현과 함께 아산 무궁화 FC로 이적했다.
2020시즌을 앞두고 충남 아산 축구단에 합류했다. 또한 2020시즌 충남 아산의 부주장으로 선임되었다.
2021시즌을 앞두고 전남 드래곤즈로 이적했다.